# Cmentarz wojenny nr 122 – Łużna
Cmentarz wojenny nr 122 w Łużnej – żołnierskie miejsce pochówku z czasów I wojny światowej zlokalizowane w Łużnej na wzgórzu Pustki. Jeden z ponad 400 zachodniogalicyjskich cmentarzy wojennych zbudowanych przez Oddział Grobów Wojennych C. i K. Komendantury Wojskowej w Krakowie. W IV okręgu Łużna cmentarzy tych jest 27.

## Historia
Cmentarz powstał w miejscu walk. Na Pustkach znajdowały się okopy rosyjskie. 2 maja 1915 r. sprzymierzone wojska austro-węgierskie i niemieckie rozpoczęły operację przełamania frontu rosyjskiego zwaną bitwą pod Gorlicami. Po trwającym 4-godzinnym ostrzale artyleryjskim z wszystkich dział wysunięte okopy rosyjskie zostały przez artylerię zniszczone. Ukryte w lesie przetrwały jednak ogień artyleryjski i pozwoliły armii rosyjskiej stawić opór. Wojska austro-węgierskie i niemieckie zdobyły wzgórze po ataku na bagnety, lecz poniosły duże straty w ludziach.
Na cmentarzu w 15 grobach zbiorowych i 3 pojedynczych pochowanych jest 154 żołnierzy armii rosyjskiej.

## Opis cmentarza
Znajduje się on na zachodnim zboczu Pustek, poniżej cmentarza wojennego nr 123. Zaprojektował go kierownik artystyczny okręgu IV Jan Szczepkowski.
Zbudowany jest na planie prostokąta i otoczony od frontu kamiennymi słupami połączonymi parami rur, a z pozostałych stron murem kamiennym. Na cmentarz wchodzi się drewnianą bramą. Na wprost od wejścia znajduje się ściana pomnikowa z tablicą podającą liczbę pochowanych tu żołnierzy. Góruje nad nią krzyż lotaryński.
Nagrobki mają formę kamiennego, stopniowanego cokołu. Na każdym z trzech stopni stoi żeliwny krzyż lotaryński. Na najwyższym stopniu cokołu umieszczona jest emaliowa tabliczka nagrobna. Na środku cmentarza wyróżnia się pojedynczy wyższy krzyż lotaryński. W grobie tym pochowany jest rosyjski oficer.
Cmentarz przeszedł remont i obecnie zachowany jest w dobrym stanie, mimo że zatarły się pola grobowe.
Na cmentarzu pochowani są wyłącznie żołnierze armii rosyjskiej. Nie jest to jedyne miejsce pochówku żołnierzy tej armii poległych w walkach o Pustki. Na znajdującym się obok cmentarzu nr 123 spoczywa 212 carskich żołnierzy.

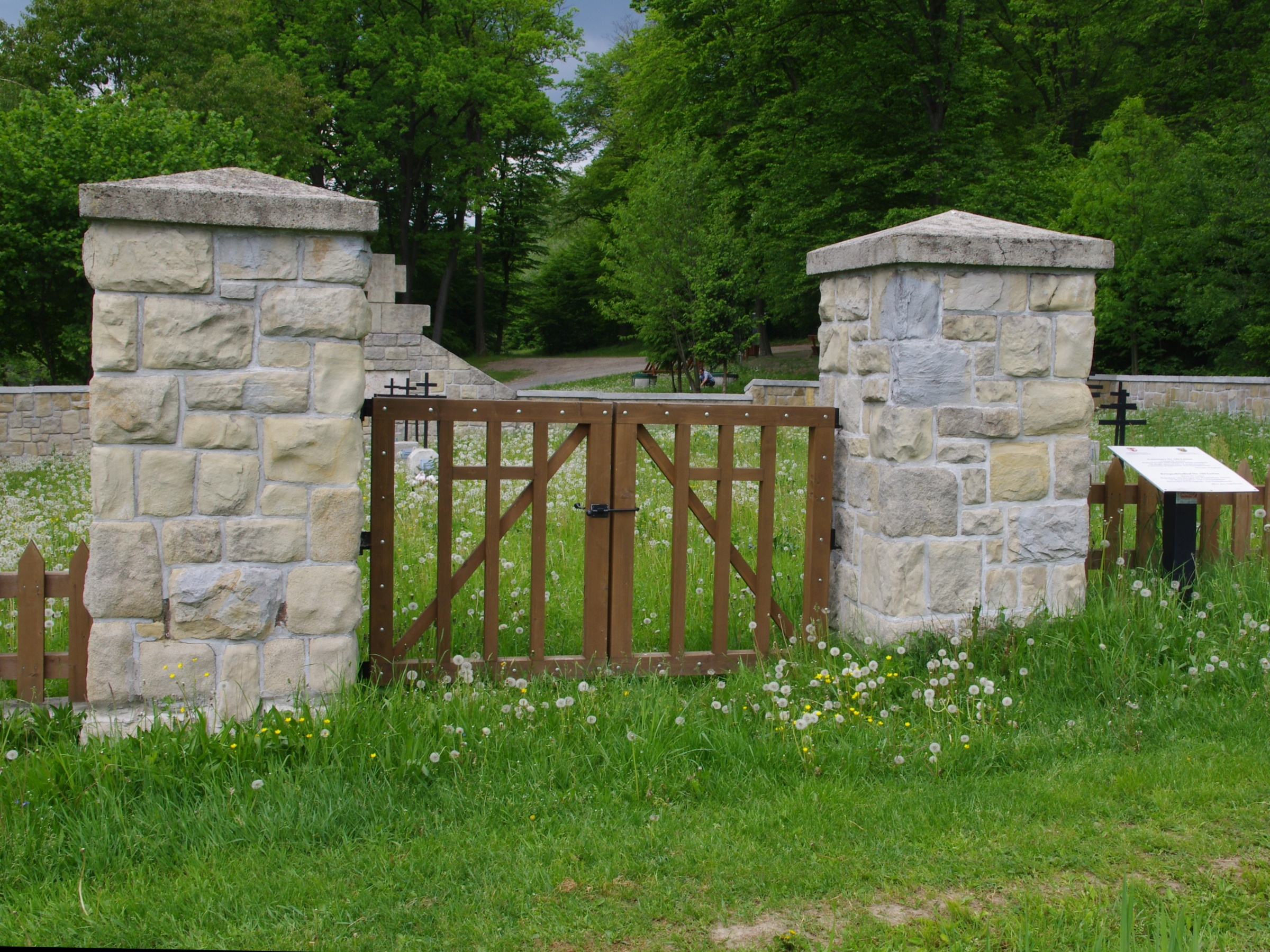
Bramka wejściowa
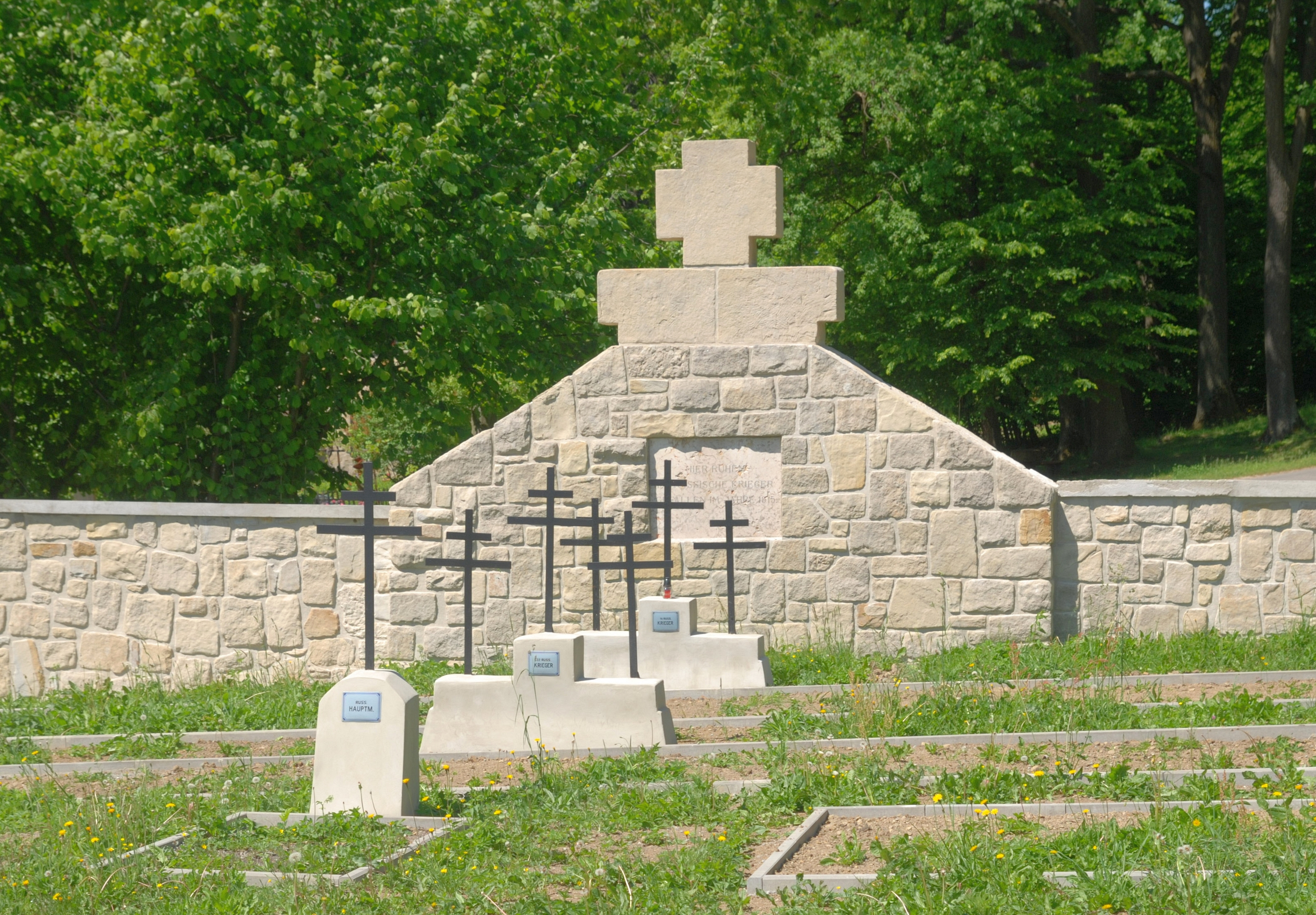
Ściana pomnikowa
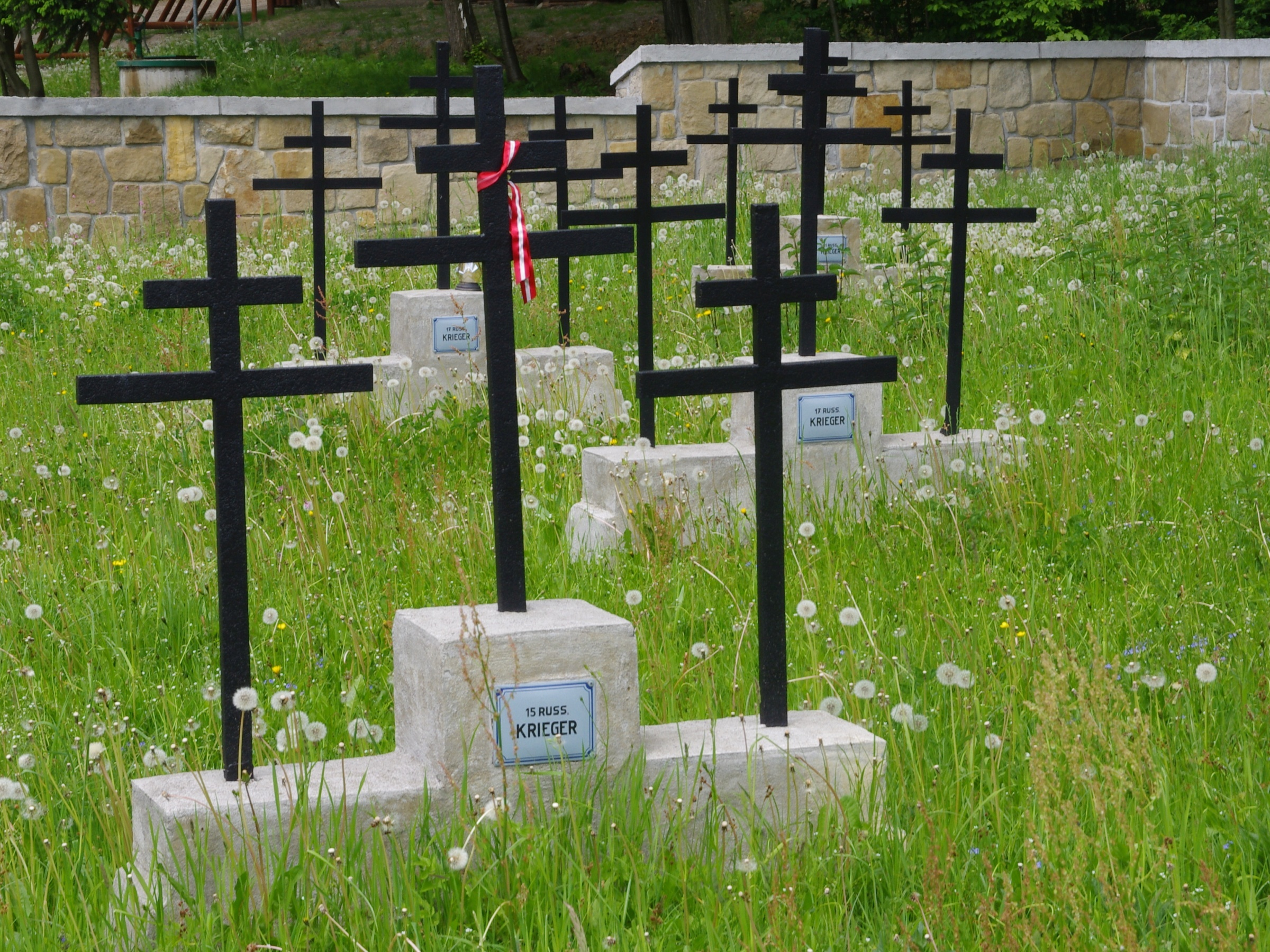
Krzyże